# 52 kreślone trolibusz (Varsó)
A varsói 52 kreślone jelzésű trolibusz a Plac Zawiszy és a Chełmska között közlekedett. A viszonylatot a Miejskie Zakłady Komunikacyjne w Warszawie üzemeltette. A járműveket a Chełmska kocsiszín állította ki. 1958. április 1-én indultak meg a trolibuszok a vonalon. A trolibuszjárat 1963. december 28-án megszüntetésre került.

## Útvonala
| Chełmska felé | Plac Zawiszy felé                                                                                                   |
| --- | --- |
| Plac Zawiszy – Raszyńska – Koszykowa – Piękna – Górnośląska – Myśliwiecka – Łazienkowska – Czerniakowska – Chełmska | Chełmska – Czerniakowska – Łazienkowska – Myśliwiecka – Górnośląska – Piękna – Koszykowa – Raszyńska – Plac Zawiszy |